# Miłosz Brzozowski
Miłosz Brzozowski (* 17. September 2004 in Świnoujście) ist ein polnischer Fußballspieler.

## Karriere

### Jugend
Brzozowski begann in der Jugendabteilung des MKS Flota Świnoujście mit dem Fußballspielen und wechselte 2014 zum Greifswalder FC, ehe er 2017 in das Nachwuchsleistungszentrum von Hansa Rostock aufgenommen wurde. Dort durchlief er alle Juniorenmannschaften des Vereins. Nachdem er 2021 mit der U17-Mannschaft in die B-Junioren-Bundesliga aufgestiegen war, wechselte er in die A-Junioren-Mannschaft und spielte mit dieser 2021/22 und 2022/23 in der Bundesliga; in beiden Saisons gelang der Klassenerhalt. 
Außerdem kam er 2019 zu vier Einsätzen in der Landesauswahl von Mecklenburg-Vorpommern.

### Profifußball
Mit dem Wechsel in den Herren-Bereich erhielt er im Mai 2023 einen Profi-Vertrag bei Hansa Rostock bis 2026. Bereits in der vorangegangenen Winterpause begleitete er die Profi-Mannschaft ins Trainingslager im türkischen Belek. Zu seinem Herren-Debüt kam Brzozowski im April 2023, als er beim Heimspiel der 2. Mannschaft gegen den RSV Eintracht Stahnsdorf (7:0) in der Oberliga Nordost auflief und hier direkt sein erstes Tor erzielte. Am Ende der Spielzeit stieg die Mannschaft in die Regionalliga Nordost auf. Nach nur einem Einsatz beim 6:1-Sieg über den Chemnitzer FC in der Saison 2023/24 fiel Brzozowski ab Mitte August 2023 infolge eines Mittelfußbruchs fast drei Monate aus, ehe er im November wieder in das Training einstieg. Am Saisonende stieg er mit der Zweiten Mannschaft als Tabellenvorletzter wieder in die Oberliga ab.
Zur Saison 2024/25 ging Brzozowski leihweise zum polnischen Zweitligisten Wisła Płock. Am 21. Juli 2024 debütierte er im Profifußball, als er für die Masowier im Heimspiel gegen Kotwica Kołobrzeg (1:1) zum Einsatz kam. Nach 15 Ligaspielen für Wisła fiel er ab Mitte April 2025 wegen eines Kreuzbandrisses längerfristig aus. Am Saisonende erreichte Wisła den 3. Tabellenplatz und stieg nach den Play-Off-Spielen in die Ekstraklasa auf.

### Nationalmannschaft
Im Alter von 14 Jahren debütierte Brzozowski im März 2019 für die Nachwuchsnationalmannschaft Polens (U15) im Freundschaftsspiel gegen Nordmazedonien. Anschließend durchlief er weitere Junioren-Mannschaften des polnischen Fußballverbands, wie die U16- und die U19-Nationalmannschaft.
2023 nahm Brzozowski mit der polnischen Mannschaft an der U19-Europameisterschaft auf Malta teil. Er kam in drei Spielen zum Einsatz und schied mit der Mannschaft von Trainer Marcin Brosz nach der Gruppenphase aus.
Im November 2024 nahm Brzozowski an einem Trainingslager der U20-Nationalmannschaft teil, kam bei den Elite League-Spielen gegen Italien (2:3) und England (1:1) jedoch nicht zum Einsatz. Im März 2025 nahm er abermals an einem Trainingslager der U20 teil und kam am 21. März 2025 unter Trainer Milosz Stepinski gegen Rumänien (1:0) ins Spiel, als er in der 62. Minute für Igor Drapinski eingewechselt wurde. Auch wenige Tage später, beim 1:2 gegen Tschechien, lief Brzozowski für Polen auf und erzielte den zwischenzeitlichen 1:0-Führungstreffer.

## Erfolge
Hansa Rostock
- Aufstieg in die B-Junioren-Bundesliga: 2021
- Aufstieg in die Regionalliga Nordost: 2023
- Meister der Oberliga Nordost-Nord: 2023

Wisła Płock
- Aufstieg in die Ekstraklasa: 2025

## Sonstiges
Sein fußballerisches Vorbild ist Kevin De Bruyne.
Bei Wisła Płock erhielt Brzozowski den Spitznamen Brzoza (dt. Birke).